# Luigi Gualdo
Luigi Gualdo (Milano, 9 febbraio 1847 – Parigi, 15 maggio 1898) è stato un poeta e scrittore italiano e francese d'adozione.

## Biografia
Il padre, Alessandro, era un proprietario terriero. L'agiatezza della famiglia gli consente di dedicarsi agli studi, con frequenti soggiorni in Francia.
Dopo il diploma liceale, si iscrive all'Università degli Studi di Pavia, dove studia Diritto.
Vive tra Milano, Varese e Parigi, frequenta i salotti della Contessa Maffei e di Vittoria Cima.
Collabora con le riviste letterarie, scrivendo poesie, novelle e, dal 1871, romanzi.
Conosce gli Scapigliati Emilio Praga, Arrigo Boito e Giovanni Camerana.
Nella capitale francese frequenta Théophile Gautier, Hérédia, Bourget, Mallarmé, Robert de Montesquiou, Coppée (del quale traduce in italiano Deux douleurs, Due dolori, 1872) ed Eleonora Duse. Fa conoscere il giovane Eugenio Torelli Viollier all'editore milanese Edoardo Sonzogno (Torelli verrà chiamato a Milano, dove proseguirà tutta la sua carriera).
Fa conoscere in Francia i romanzi di Giovanni Verga, promuovendo la traduzione in francese di Eva e de I Malavoglia, scrive in francese due romanzi, Une ressemblance (1874) e Un mariage excentrique (1879).
Sono di tematica psicologica e di gusto decadente i romanzi Costanza Gerardi (1871) e Decadenza (1892), oltre alla raccolta delle Novelle (1868 e, ed. accresciuta, 1877). Una raccolta di poesie, Le nostalgie, viene pubblicata nel 1883.
Di «gusto parnassiano innegabile» e di «inguaribile» tendenza al pessimismo parla Renata Lollo (1989: 8 e 13), che scrive: «Il pessimismo di Gualdo appare già inguaribile dalle prime prove: inguaribile non per il contenuto in sé, per diversi aspetti comune a generali esperienze giovanili, ma per l'atmosfera di ripiegamento, di confusione ideologica, di stanchezza generale e diffusa senza un apparente motivo».
La poesia di Gualdo appare stilisticamente piuttosto raffinata e non priva di una certa capacità di suggestione, anello di congiunzione tra la scapigliatura e la nuova sensibilità decadente.

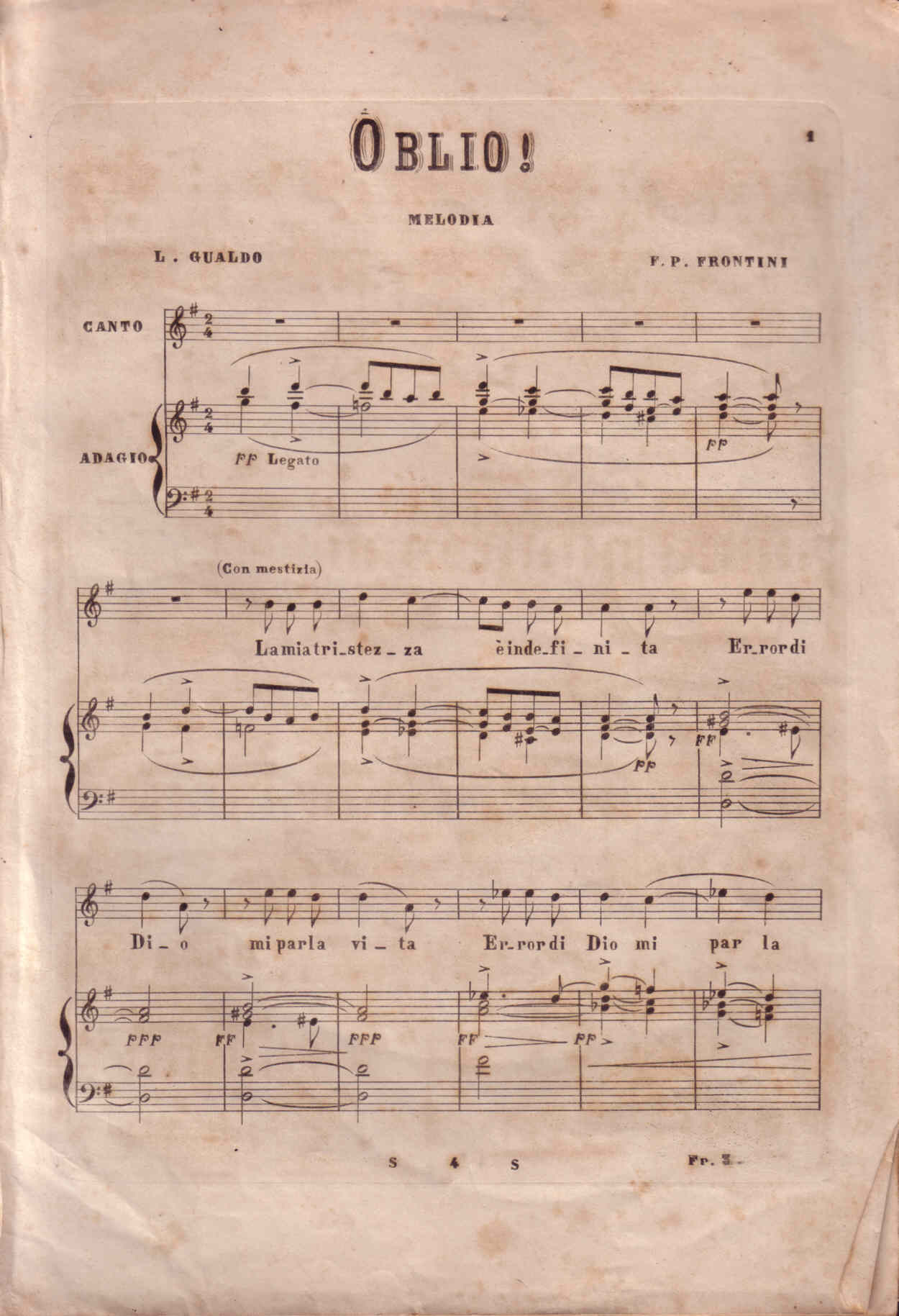
pag.1 della melodia Oblio! - versi di Luigi Gualdo - musica di Francesco Paolo Frontini- 1875/79

Legato sentimentalmente ad Anna Stolpowskoy, la donna gli rimarrà vicina negli anni della malattia, fino alla morte, avvenuta a Parigi nel 1898.

## Opere letterarie
Della sua produzione, si ricordano in particolare la raccolta di poesie Le Nostalgie (1883), il romanzo in francese Une ressemblance (1873) e Un marriage excentrique (1879), e il romanzo italiano Decadenza (1892).